# Lista de governantes de Ifé

O oni (em iorubá: Óòni) de Ifé é o tradicional governante, cuja dinastia remonta a centenas de anos. Ifé é uma antiga cidade iorubá no sudoeste da Nigéria. 

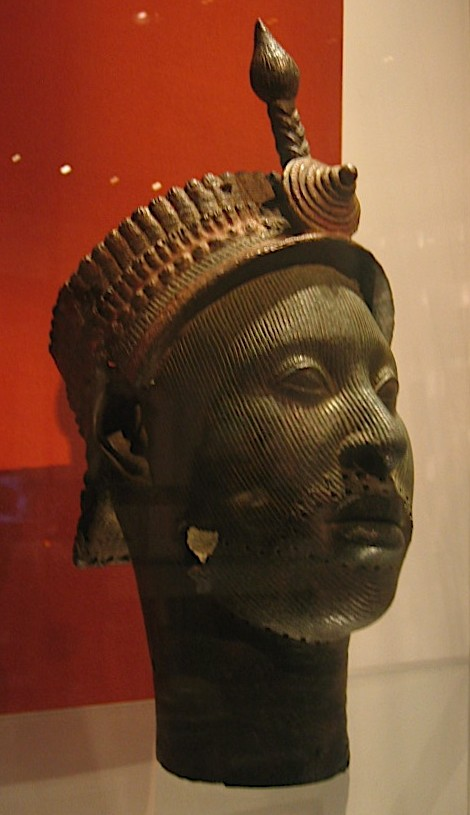
Ifé - fundição em bronze de um rei, datado por volta do século XII

| - Odudua - Osangangan Obamakin - Ogum - Obalufã Obobodirim - Obalufã Alaiemorê - Oraniã - Aieticê - Lajamiçã - Lajododum - Lafogidô - Odidimodê Robessim - Auorocoloquim - Ecum - Ajimudá - Bonijiô - Ocanlajocim - Adebalu - Ossincolá - Oboru - Giesi |  | - Luwoo - Lumobi - Abedebedê - Ojelokunbirin - Lagunja - Larunnka - Ademilu - Omobobô - Ajilá-Orum - Adejinlé - Olojô - Oquiti - Lubadê - Aribiwoso - Osinlade - Adabá - Ojigidiri - Akinmoyero (1770–1800) - Banlare (1800–1823) - Bebajé (1823–1835) |  | - Wunmonije (1835–1839) - Adegunle Adewela (1839–1849) - Debinsocum (1849–1878) - Oraribá (1878–1880) - Derim Olobenlá (1880–1894) - Adelekan Olobuse I (1894–1910) - Adekola (1910-1910) - Ademiluyi Ajagun (1910–1930) - Adesoji Aderemi (1930–1980) - Alayeluwa Oba Okunade Sijuwade Olubuse II (1980-) - Adeyeye Enitan Ogunwusi Ojaja II |

As fontes primárias para a história dos iorubás são da tradição oral. Como não houve recitações cerimoniais da lista dos onis (no enterro ou no coroamento), existem, de fato, várias tradições orais, que geraram um número incomum de diferentes transcrições escritas. No que segue, #nn é o índice do oni na lista A (veja tabela, coluna LA).

## Livros e trabalhos de pesquisa
1. Ojo Bada 1954[1] cita 15 nomes para o período de Odudua a Lajamiçã.[2][3] Ver coluna 5.
2. Chief Fabunmi 1975 cita 7 nomes para o mesmo período.[2] Ver coluna 6.  O chefe Fabunmi é conhecido por suas notas históricas.[4]